# Liste der Stolpersteine in Oslo-St. Hanshaugen

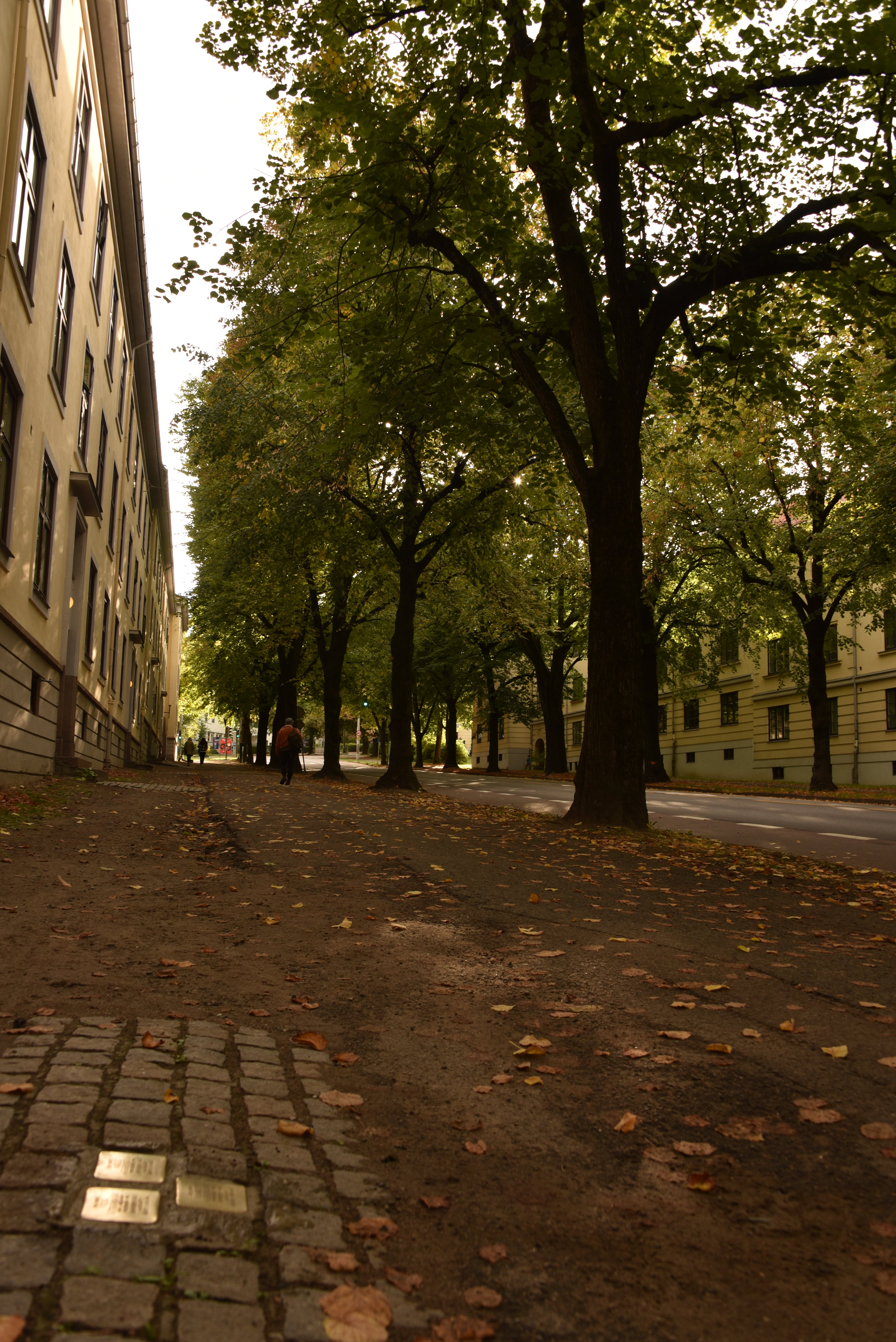
Stolpersteine in St. Hanshaugen

Die Liste der Stolpersteine in Oslo-St. Hanshaugen listet Stolpersteine im Stadtteil (Bydel) St. Hanshaugen auf, einem der Stadtbezirke der norwegischen Hauptstadt Oslo. Stolpersteine erinnern an das Schicksal der Menschen, die von den Nationalsozialisten ermordet, deportiert, vertrieben oder in den Suizid getrieben wurden. Die Stolpersteine wurden vom deutschen Künstler Gunter Demnig konzipiert und werden zumeist von ihm selbst verlegt. Im Regelfall liegen die Stolpersteine vor dem letzten selbstgewählten Wohnort des Opfers. Stolpersteine werden auf Norwegisch snublesteiner genannt.

## Holocaust in Norwegen

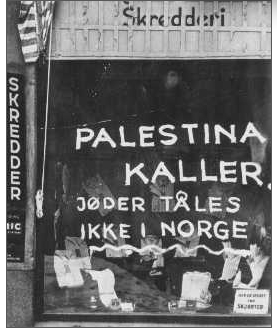
Antisemitische Parolen in Oslo, 1942

Norwegen war von 9. April 1940 bis 8. Mai 1945 von deutschen Truppen besetzt. Damals befanden sich rund 2.100 jüdische Norweger und Flüchtlinge aus Mitteleuropa im Land. Von diesen konnten sich rund tausend Personen ins neutrale und nicht besetzte Schweden retten. Unmittelbar nach dem Einmarsch deutscher Truppen begannen Hetzkampagnen gegen Juden und die Arisierung in Norwegen. Den Juden im Land wurde Schritt für Schritt all ihr Hab und Gut geraubt. Im Spätherbst 1942 erfolgten die ersten Massenverhaftungen. Am 26. November 1942 wurden von norwegischer Polizei und Gestapo 532 norwegische Juden (302 Männer, 188 Frauen und 42 Kinder) der SS übergeben. Sie gelangten mit einem Frachtschiff der Norddeutschen Lloyd, der Donau, nach Stettin und wurden von dort in das KZ Auschwitz-Birkenau deportiert. 346 von ihnen, darunter alle Frauen und Kinder, wurden unmittelbar nach der Ankunft am 1. Dezember 1942 in den Gaskammern ermordet. 186 Männer überstanden die Selektion und bekamen die Nummern 79064 bis 79249 eintätowiert. Nur neun von ihnen konnten die Shoah überleben. Am 25. Februar wurden weitere 158 Juden mit der Gotenland nach Stettin verschifft und über Berlin nach Auschwitz gebracht. 28 Männer wurden als arbeitsfähig eingestuft, die anderen sofort ermordet. Dies geschah am 3. März 1943.

## Verlegte Stolpersteine
| Stolperstein | Übersetzung                                                                                                   | Verlegeort                | Name, Leben                             |
| ------------ | --- | ------------------------- | --------------------------------------- |
|              | HIER WOHNTE ELKA APELSIN GEB. DAMELIN GEBOREN 1878 DEPORTIERT 1943 AUSCHWITZ GETÖTET 3.3.1943                 | Mariboes gate 8           | Elka Apelsin, geborene Damelin          |
|              | HIER WOHNTE DAVID BECKER GEBOREN 1900 DEPORTIERT 1942 AUSCHWITZ GETÖTET 5.1.1943                              | Bernt Ankers gate 39      | David Becker                            |
|              | HIER WOHNTE FRIDA BECKER GEBOREN 1900 DEPORTIERT 1942 AUSCHWITZ GETÖTET 1.12.1942                             | Deichmans gate 21         | Frida Becker                            |
|              | HIER WOHNTE MENDEL BECKER GEBOREN 1862 DEPORTIERT 1943 AUSCHWITZ GETÖTET 3.3.1943                             | Deichmans gate 21         | Mendel Becker                           |
|              | HIER WOHNTE MINA BECKER GEB. HIRSCHHORN GEBOREN 1869 DEPORTIERT 1943 AUSCHWITZ GETÖTET 3.3.1943               | Deichmans gate 21         | Mina Becker, geborene Hirschhorn        |
|              | HIER WOHNTE SARA TEIGE BECKER GEB. DAMELIN GEBOREN 1902 DEPORTIERT 1942 AUSCHWITZ GETÖTET 1.12.1942           | Bernt Ankers gate 39      | Sara Teige Becker                       |
|              | HIER WOHNTE GISELA BERNSTEIN GEB. KOLISCH GEBOREN 1888 DEPORTIERT 1942 AUSCHWITZ GETÖTET 1.12.1942            | Calmeyers gate 15B        | Gisela Bernstein, geborene Kolisch      |
|              | HIER WOHNTE HERMAN BERNSTEIN GEBOREN 1874 DEPORTIERT 1942 AUSCHWITZ GETÖTET 1.12.1942                         | Wilses gate 2             | Herman Bernstein                        |
|              | HIER WOHNTE MAURITZ BERNSTEIN GEBOREN 1869 DEPORTIERT 1942 AUSCHWITZ GETÖTET 1.12.1942                        | Møllergata 47             | Mauritz Bernstein                       |
|              | HIER WOHNTE REBEKKA BERNSTEIN GEB. PETLITZ GEBOREN 1873 DEPORTIERT 1942 AUSCHWITZ GETÖTET 1.12.1942           | Wilses gate 2             | Rebekka Bernstein                       |
|              | HIER WOHNTE RICHARD BERNSTEIN GEBOREN 1882 DEPORTIERT 1942 AUSCHWITZ GETÖTET 21.1.1943                        | Calmeyers gate 15B        | Richard Bernstein                       |
|              | HIER WOHNTE ANNA REBEKKA BODD GEBOREN 1929 DEPORTIERT 1942 AUSCHWITZ GETÖTET 1.12.1942                        | Calmeyers gate 15B        | Anna Rebekka Bodd                       |
|              | HIER WOHNTE JACOB BODD GEBOREN 1894 DEPORTIERT 1942 AUSCHWITZ GETÖTET 1.2.1943                                | Calmeyers gate 15B        | Jacob Bodd                              |
|              | HIER WOHNTE KAJA PAULINE BODD GEB. KLEIN GEBOREN 1906 DEPORTIERT 1942 AUSCHWITZ GETÖTET 1.12.1942             | Calmeyers gate 15B        | Kaja Pauline Bodd, geborene Klein       |
|              | HIER WOHNTE MANJA MALKE BODD GEBOREN 1931 DEPORTIERT 1942 AUSCHWITZ GETÖTET 1.12.1942                         | Calmeyers gate 15B        | Manja Malke Bodd                        |
|              | HIER WOHNTE SIMON DAVIDSEN GEBOREN 1887 DEPORTIERT 1942 AUSCHWITZ GETÖTET 14.1.1943                           | Holbergs plass 7 A        | Simon Davidsen                          |
|              | HIER WOHNTE GEORG DAVID DSENSELSKY GEBOREN 1895 DEPORTIERT 1942 AUSCHWITZ GETÖTET DEZ. 1942                   | Bjerregaards gate 39      | Georg David Dsenselsky                  |
|              | HIER WOHNTE SIGURD DICKMAN GEBOREN 1915 DEPORTIERT 1942 AUSCHWITZ GETÖTET 15.2.1943                           | Damstredet 2              | Sigurd Dickman                          |
|              | HIER WOHNTE ABRAHAM EGELSTEIN GEBOREN 1891 DEPORTIERT 1942 AUSCHWITZ GETÖTET 1.12.1942                        | Holbergs gate 11          | Abraham Egelstein                       |
|              | HIER WOHNTE BORGHILD EGELSTEIN GEBOREN 1921 DEPORTIERT 1942 AUSCHWITZ GETÖTET 1.12.1942                       | Holbergs gate 11          | Borghild Egelstein                      |
|              | HIER WOHNTE SONJA EGELSTEIN GEB. WILKOMIR GEBOREN 1894 DEPORTIERT 1942 AUSCHWITZ GETÖTET 1.12.1942            | Holbergs gate 11          | Sonja Egelstein                         |
|              | HIER WOHNTE SONJA EIRIS GEBOREN 1916 DEPORTIERT 1942 AUSCHWITZ GETÖTET 1.12.1942                              | Bjerregaards gate 3       | Sonja Eiris                             |
|              | HIER WOHNTE LEON EISEN GEBOREN 1897 DEPORTIERT 1942 AUSCHWITZ GETÖTET 1.12.1942                               | Calmeyers gate 15B        | Leon Eisen                              |
|              | HIER WOHNTE BERTHA FALCK YTTER GEB. SMITH GEBOREN 1904 DEPORTIERT 1942 AUSCHWITZ GETÖTET 1.12.1942            | Waldemar Thranes gate 38  | Bertha Falck Ytter, geborene Smith      |
|              | HIER WOHNTE ANNA SARA FEINBERG GEB. ROSENHOLZ GEBOREN 1872 DEPORTIERT 1942 AUSCHWITZ GETÖTET 1.12.1942        | Rosteds gate 12 ·         | Anna Sara Feinberg, geborene Rosenholz  |
|              | HIER WOHNTE HERMAN FEINBERG GEBOREN 1901 DEPORTIERT 1942 AUSCHWITZ GETÖTET 15.1.1943                          | Rosteds gate 12 ·         | Herman Feinberg                         |
|              | HIER WOHNTE MARTIN FEINBERG GEBOREN 1899 DEPORTIERT 1942 AUSCHWITZ GETÖTET 4.2.1943                           | Rosteds gate 12 ·         | Martin Feinberg                         |
|              | HIER WOHNTE SALO FLANTER GEBOREN 1885 DEPORTIERT 1942 AUSCHWITZ GETÖTET 1.12.1942                             | Calmeyers gate 15B        | Salo Flanter                            |
|              | HIER WOHNTE ABRAHAM JACOB FRIED GEBOREN 1880 DEPORTIERT 1943 AUSCHWITZ GETÖTET 3.3.1943                       | Waldemar Thranes gate 51  | Abraham Jacob Fried                     |
|              | HIER WOHNTE HERMAN JONAS GETTLER GEBOREN 1885 DEPORTIERT 1943 AUSCHWITZ GETÖTET 3.3.1943                      | Akersveien 21             | Herman Jonas Gettler                    |
|              | HIER WOHNTE MARIE GETTLER GEB. LEVINSON GEBOREN 1889 DEPORTIERT 1942 AUSCHWITZ GETÖTET 1.12.1942              | Akersveien 21             | Marie Gettler                           |
|              | HIER WOHNTE SONJA REBEKKA GETTLER GEBOREN 1910 DEPORTIERT 1942 AUSCHWITZ GETÖTET 1.12.1942                    | Akersveien 21             | Sonja Rebekka Gettler                   |
|              | HIER WOHNTE SVEND GETTLER GEBOREN 1912 DEPORTIERT 1943 AUSCHWITZ GETÖTET MAI 1943                             | Akersveien 21             | Svend Gettler                           |
|              | HIER WOHNTE JENNY GLICK GEB. WOLF GEBOREN 1874 DEPORTIERT 1942 AUSCHWITZ GETÖTET 1.12.1942                    | Bjerregaards gate 39      | Jenny Glick, geborene Wolf              |
|              | HIER WOHNTE ANNA GOLDBERG GEB. BOJARIN GEBOREN 1879 DEPORTIERT 1942 AUSCHWITZ GETÖTET 1.12.1942               | Fredensborgveien 13       | Anna Goldberg                           |
|              | HIER WOHNTE DAVID GOLDBERG GEBOREN 1879 DEPORTIERT 1942 AUSCHWITZ GETÖTET 1.12.1942                           | Fredensborgveien 13       | David Goldberg                          |
|              | HIER WOHNTE GUSTAV GOLDBERG GEBOREN 1917 DEPORTIERT 1942 AUSCHWITZ GETÖTET 18.12.1942                         | Fredensborgveien 13       | Gustav Goldberg                         |
|              | HIER WOHNTE MARIE GOLDBERG GEBOREN 1903 DEPORTIERT 1942 AUSCHWITZ GETÖTET 1.12.1942                           | Fredensborgveien 13       | Marie Goldberg                          |
|              | HIER WOHNTE AHREN (ARNE) GORDON GEBOREN 1928 DEPORTIERT 1942 AUSCHWITZ GETÖTET 1.12.1942                      | Bjerregaards gate 41      | Ahren Gordon                            |
|              | HIER WOHNTE BERNHARD JOHNNY GORDON GEBOREN 1905 DEPORTIERT 1942 AUSCHWITZ GETÖTET 1.12.1942                   | Bjerregaards gate 41      | Bernhard Johnny Gordon                  |
|              | HIER WOHNTE DORIS GORDON GEBOREN 1934 DEPORTIERT 1942 AUSCHWITZ GETÖTET 1.12.1942                             | Bjerregaards gate 41      | Doris Gordon                            |
|              | HIER WOHNTE EDITH BETTY GORDON GEB. BODD GEBOREN 1901 DEPORTIERT 1942 AUSCHWITZ GETÖTET 1.12.1942             | Bjerregaards gate 41      | Edith Betty Gordon                      |
|              | HIER WOHNTE LEOPOLD (LEO) GORDON GEBOREN 1932 DEPORTIERT 1942 AUSCHWITZ GETÖTET 1.12.1942                     | Bjerregaards gate 41      | Leopold (Leo) Gordon                    |
|              | HIER WOHNTE TONI HIRSCHFELD GEBOREN 1883 DEPORTIERT 1942 AUSCHWITZ GETÖTET 1.2.1943                           | Waldemar Thranes gate 47C | Toni Taube Hirschfeld                   |
|              | HIER WOHNTE HERMAN ISAKSEN GEBOREN 1908 DEPORTIERT 1942 AUSCHWITZ GETÖTET 4.3.1943                            | Rosteds gate 16           | Herman Isaksen                          |
|              | HIER WOHNTE LEWEK LEVI JACOBOWITZ GEBOREN 1888 DEPORTIERT 1941 FUHLSBÜTTEL AUSCHWITZ GETÖTET 19.7.1943        | Holbergs gate 21          | Lewek Jacobowitz                        |
|              | HIER WOHNTE DORA MARIE JELOWITZ GEBOREN 1910 DEPORTIERT 1942 AUSCHWITZ GETÖTET 1.12.1942                      | Langes gate 11            | Dora Marie Jelaawitz                    |
|              | HIER WOHNTE ESTHER ROSA JELAAWITZ GEB. SCHEER GEBOREN 1886 DEPORTIERT 1942 AUSCHWITZ GETÖTET 1.12.1942        | Langes gate 11            | Ester Rosa Jelaawitz, geborene Scheer   |
|              | HIER WOHNTE FANNY JELAAWITZ GEBOREN 1906 DEPORTIERT 1942 AUSCHWITZ GETÖTET 1.12.1942                          | Langes gate 11            | Fanny Jelaawitz, geborene Scheer        |
|              | HIER WOHNTE ISAK LEIB JELAAWITZ GEBOREN 1882 DEPORTIERT 1943 AUSCHWITZ GETÖTET 3.3.1943                       | Langes gate 11            | Isak Leib Jelaawitz                     |
|              | HIER WOHNTE DAVID PHILIP JELO GEBOREN 1904 DEPORTIERT 1942 AUSCHWITZ GETÖTET 12.12.1942                       | Langes gate 11            | David Philip Jelo                       |
|              | HIER WOHNTE HERMAN JELO GEBOREN 1908 DEPORTIERT 1942 AUSCHWITZ GETÖTET 2.1.1943                               | Langes gate 11            | Herman Jelo                             |
|              | HIER WOHNTE BERTHA KAZERGINSKI GEB. MESZANSKY GEBOREN 1867 DEPORTIERT 1943 AUSCHWITZ ERMORDET 3.3.1943        | Geitmyrsveien 1           | Bertha Kazerginski geb. Meszansky       |
|              | HIER WOHNTE GERDA KERMANN GEBOREN 1919 DEPORTIERT 1942 AUSCHWITZ GETÖTET 1.12.1942                            | Bernt Ankers gate 10B     | Gerda Kermann                           |
|              | HIER WOHNTE MARKUS KERMANN GEBOREN 1891 DEPORTIERT 1942 AUSCHWITZ GETÖTET 1.12.1942                           | Bernt Ankers gate 10B     | Markus Kermann                          |
|              | HIER WOHNTE MORRIS KERMANN GEBOREN 1914 DEPORTIERT 1942 AUSCHWITZ GETÖTET 2.3.1943                            | Bernt Ankers gate 10B     | Morris Kermann                          |
|              | HIER WOHNTE OLGA KERMANN GEB. HURWITZ GEBOREN 1892 DEPORTIERT 1942 AUSCHWITZ GETÖTET 1.12.1942                | Bernt Ankers gate 10B     | Olga Figge Kermann, geborene Hurwitz    |
|              | HIER WOHNTE FRIDA KRØMER GEBOREN 1903 DEPORTIERT 1942 AUSCHWITZ GETÖTET 1.12.1942                             | Herman Foss’ gate 10A     | Frida Krømer                            |
|              | HIER WOHNTE ANNA LASNIK GEBOREN 1911 DEPORTIERT 1942 AUSCHWITZ GETÖTET 1.12.1942                              | Hertzbergs gate 7B        | Anna Lasnik                             |
|              | HIER WOHNTE DORA LASNIK GEB. MESZANSKY GEBOREN 1888 DEPORTIERT 1942 AUSCHWITZ GETÖTET 1.12.1942               | Hertzbergs gate 7B        | Dora Lasnik, geborene Meszansky         |
|              | HIER WOHNTE ELIAS LASNIK GEBOREN 1887 DEPORTIERT 1942 AUSCHWITZ GETÖTET 1.12.1942                             | Hertzbergs gate 7B        | Elias Lasnik                            |
|              | HIER WOHNTE KATHE RITA LASNIK GEBOREN 1927 DEPORTIERT 1942 AUSCHWITZ GETÖTET 1.12.1942                        | Hertzbergs gate 7B        | Kathe Rita Lasnik                       |
|              | HIER WOHNTE MARTHA LEIMANN GEB. WEITZMANN GEBOREN 1885 DEPORTIERT 1942 AUSCHWITZ GETÖTET 1.12.1942            | Casparis gate 9           | Martha Leimann, geborene Weitzmann      |
|              | HIER WOHNTE BENJAMIN LEWENSTEIN GEBOREN 1891 DEPORTIERT 1942 AUSCHWITZ GETÖTET JANUAR 1943                    | Bjerregaards gate 29      | Benjamin Lewenstein                     |
|              | HIER WOHNTE HEIMANN JOSEF LEWENSTEIN GEBOREN 1920 DEPORTIERT 1942 AUSCHWITZ GETÖTET 26.1.1943                 | Bjerregaards gate 29      | Heimann Josef Lewenstein                |
|              | HIER WOHNTE MEIER BJØRN LEWENSTEIN GEBOREN 1915 DEPORTIERT 1942 AUSCHWITZ GETÖTET 19.1.1943                   | Bjerregaards gate 29      | Meier Bjørn Lewenstein                  |
|              | HIER WOHNTE SALOMON LEWENSTEIN GEBOREN 1916 DEPORTIERT 1942 AUSCHWITZ GETÖTET 27.1.1943                       | Bjerregaards gate 29      | Salomon Lewenstein                      |
|              | HIER WOHNTE SARA CLARA LEWENSTEIN GEB. BLATT GEBOREN 1887 DEPORTIERT 1942 AUSCHWITZ GETÖTET 1.12.1942         | Bjerregaards gate 29      | Sara Clara Lewenstein, geborene Blatt   |
|              | HIER WOHNTE FRITZ LOEWY GEBOREN 1898 DEPORTIERT 1942 AUSCHWITZ GETÖTET 27.12.1942                             | Fredensborgveien 22       | Fritz Loewy                             |
|              | HIER WOHNTE RUTH MAIER GEBOREN 1920 DEPORTIERT 1942 AUSCHWITZ GETÖTET 1.12.1942                               | Dalsbergstien 3           | Ruth Maier                              |
|              | HIER WOHNTE ELSE MAGNUS GEB. MEYER GEBOREN 1872 DEPORTIERT 1942 AUSCHWITZ GETÖTET 1.12.1942                   | Calmeyers gate 10         | Else Magnus, geborene Meyer             |
|              | HIER WOHNTE GERTRUDE MAGNUS GEBOREN 1904 DEPORTIERT 1942 AUSCHWITZ GETÖTET 1.12.1942                          | Calmeyers gate 10         | Gertrude Magnus                         |
|              | HIER WOHNTE ANNA MATULSKY GEB. GLICK GEBOREN 1897 DEPORTIERT 1942 AUSCHWITZ GETÖTET 1.12.1942                 | Bjerregaards gate 39      | Anna Matulsky, geborene Glick           |
|              | HIER WOHNTE CARL MATULSKY GEBOREN 1882 DEPORTIERT 1942 AUSCHWITZ GETÖTET 1.12.1942                            | Bjerregaards gate 39      | Carl Matulsky                           |
|              | HIER WOHNTE JULIUS MEDVEDEFF GEBOREN 1884 DEPORTIERT 1943 AUSCHWITZ GETÖTET 3.3.1943                          | Bjerregaards gate 2       | Julius Medvedeff                        |
|              | HIER WOHNTE CHARLES MEIERANOVSKI GEBOREN 1915 DEPORTIERT 1942 AUSCHWITZ TODESTAG UNBEKANNT                    | Colletts gate 60          | Charles Meieranovski                    |
|              | HIER WOHNTE MORITZ MEIERANOVSKI GEBOREN 1881 DEPORTIERT 1943 AUSCHWITZ ERMORDET 3.3.1943                      | Colletts gate 60          | Moritz Meieranovski                     |
|              | HIER WOHNTE ROSA MEIERANOVSKI GEB. MESZANSKY GEBOREN 1880 DEPORTIERT 1942 AUSCHWITZ ERMORDET 1.12.1942        | Colletts gate 60          | Rosa Meieranovski geb. Meszansky        |
|              | HIER WOHNTE ESTHER MENDEL GEBOREN 1914 DEPORTIERT 1942 AUSCHWITZ ERMORDET 1.12.1942                           | Ullevålsveien 97          | Esther Mendel                           |
|              | HIER WOHNTE HARRY ISIDOR MENDEL GEBOREN 1918 DEPORTIERT 1942 AUSCHWITZ ERMORDET 1.12.1942                     | Ullevålsveien 97          | Harry Isidor Mendel                     |
|              | HIER WOHNTE AKSEL MARCUS MORITZ GEBOREN 1906 DEPORTIERT 1942 AUSCHWITZ GETÖTET 14.1.1943                      | Calmeyers gate 15B        | Aksel Marcus Moritz                     |
|              | HIER WOHNTE JOHN CHARLES MORITZ GEBOREN 1937 DEPORTIERT 1942 AUSCHWITZ GETÖTET 1.12.1942                      | Calmeyers gate 15B        | John Charles Moritz                     |
|              | HIER WOHNTE LEIF IDAR MORITZ GEBOREN 1933 DEPORTIERT 1942 AUSCHWITZ GETÖTET 1.12.1942                         | Calmeyers gate 15B        | Leif Idar Moritz                        |
|              | HIER WOHNTE SONJA ESTHER MORITZ GEBOREN 1911 DEPORTIERT 1942 AUSCHWITZ GETÖTET 1.12.1942                      | Calmeyers gate 15B        | Sonja Ester Moritz                      |
|              | HIER WOHNTE GUTMAN NACHEMSOHN GEBOREN 1879 DEPORTIERT 1942 AUSCHWITZ GETÖTET 1.12.1942                        | Calmeyers gate 15B        | Gutman Nachemsohn                       |
|              | HIER WOHNTE HANNA NACHEMSOHN GEB. SCHUSTER GEBOREN 1880 DEPORTIERT 1942 AUSCHWITZ GETÖTET 1.12.1942           | Calmeyers gate 15B        | Hanna Nachemsohn, geborene Schuster     |
|              | HIER WOHNTE HENRY KALMAN NACHEMSOHN GEBOREN 1916 DEPORTIERT 1942 AUSCHWITZ GETÖTET 1.12.1942                  | Calmeyers gate 15B        | Henry Kalman Nachemsohn                 |
|              | HIER WOHNTE SAMUEL NACHEMSOHN GEBOREN 1913 DEPORTIERT 1942 AUSCHWITZ GETÖTET 22.1.1943                        | Calmeyers gate 15B        | Samuel Nachemsohn                       |
|              | HIER WOHNTE IDA OSTER GEB. TARSCHYS GEBOREN 1885 DEPORTIERT 1942 AUSCHWITZ ERMORDET 1.12.1942                 | Colletts gate 10B         | Ida Oster geb. Tarschys                 |
|              | HIER WOHNTE MIRJAM OSTER GEBOREN 1918 DEPORTIERT 1942 AUSCHWITZ ERMORDET 1.12.1942                            | Colletts gate 10B         | Mirjam Oster                            |
|              | HIER WOHNTE MICHAEL WULFF PINTZOW GEBOREN 1910 DEPORTIERT 1943 AUSCHWITZ GETÖTET 8.5.1945 AUF DEM TODESMARSCH | Ebbells gate 4            | Michael Wulff Pintzow                   |
|              | HIER WOHNTE RUBEN PINTZOW GEBOREN 1914 DEPORTIERT 1942 AUSCHWITZ GETÖTET 13.1.1943                            | Ebbells gate 4            | Ruben Pintzow                           |
|              | HIER WOHNTE SAMUEL JACOB PINTZOW GEBOREN 1878 DEPORTIERT 1943 AUSCHWITZ GETÖTET 3.3.1943                      | Ebbells gate 4            | Samuel Jacob Pintzow                    |
|              | HIER WOHNTE GABRIEL PLESANSKY GEBOREN 1894 DEPORTIERT 1942 AUSCHWITZ ERMORDET 10.4.1943                       | Gørbitz gate 4            | Gabriel Plesansky                       |
|              | HIER WOHNTE MAURITZ PLESANSKY GEBOREN 1924 DEPORTIERT 1942 AUSCHWITZ ERMORDET 1.2.1943                        | Gørbitz gate 4            | Mauritz Plesansky                       |
|              | HIER WOHNTE EMERIC PRAGER GEBOREN 1902 DEPORTIERT 1943 KÖSZEG GETÖTET 22.2.1945                               | Bjerregaards gate 56 C    | Emeric Prager                           |
|              | HIER WOHNTE NATHAN REICHMANN GEBOREN 1888 DEPORTIERT 1942 AUSCHWITZ GETÖTET 1.12.1942                         | Rosteds gate 12 ·         | Nathan Reichmann                        |
|              | HIER WOHNTE MATHILDE ROTHENBERG GEB. ROSENHOLZ GEBOREN 1891 DEPORTIERT 1942 AUSCHWITZ GETÖTET 1.12.1942       | Rosteds gate 12 ·         | Mathilde Rothenberg, geborene Rosenholz |
|              | HIER WOHNTE WILHELM ROTHKOPF GEBOREN 1903 DEPORTIERT 1943 AUSCHWITZ GETÖTET 19.8.1943                         | St. Olavs plass 1         | Wilhelm Rothkopf                        |
|              | HIER WOHNTE ROSA ROTHSCHILD GEB. EBSTEIN GEBOREN 1875 DEPORTIERT 1942 AUSCHWITZ GETÖTET 1.12.1942             | Calmeyers gate 15B        | Rosa Rothschild, geborene Ebstein       |
|              | HIER WOHNTE ELLY SALOMON GEBOREN 1910 DEPORTIERT 1942 AUSCHWITZ GETÖTET 1.12.1942                             | Thereses gate 35B         | Elly Salomon                            |
|              | HIER WOHNTE HANNA SCHAPOW GEBOREN 1900 DEPORTIERT 1942 AUSCHWITZ GETÖTET 1.12.1942                            | Bernt Ankers gate 10b     | Hanna Schapow                           |
|              | HIER WOHNTE JULIUS SCHAPOW GEBOREN 1922 DEPORTIERT 1942 AUSCHWITZ GETÖTET 1.1.1943                            | Calmeyers gate 15B        | Julius Schapow                          |
|              | HIER WOHNTE LINA SCHAPOW GEBOREN 1900 DEPORTIERT 1943 AUSCHWITZ GETÖTET 3.3.1943                              | Bernt Ankers gate 10b     | Lina Schapow                            |
|              | HIER WOHNTE SALOMON SCHAPOW GEBOREN 1892 DEPORTIERT 1942 AUSCHWITZ GETÖTET 1.12.1942                          | Calmeyers gate 15B        | Salomon Schapow                         |
|              | HIER WOHNTE SARA SCHAPOW GEBOREN 1907 DEPORTIERT 1942 AUSCHWITZ GETÖTET 1.12.1942                             | Bernt Ankers gate 10b     | Sara Schapow                            |
|              | HIER WOHNTE FANNY CHARLOTTE SCHEER GEBOREN 1901 DEPORTIERT 1942 AUSCHWITZ GETÖTET 1.12.1942                   | Langes gate 11            | Fanny Charlotte Scheer                  |
|              | HIER WOHNTE OLGA GOLDE SCHEER GEB. SAMELAN GEBOREN 1862 DEPORTIERT 1942 AUSCHWITZ GETÖTET 1.12.1942           | Langes gate 11            | Olga Golde Scheer, geborene Gamelan     |
|              | HIER WOHNTE HANNA SELIKOWITZ GEBOREN 1901 DEPORTIERT 1942 AUSCHWITZ GETÖTET 1.12.1942                         | Herman Foss’ gate 10A     | Hannah Selikowitz                       |
|              | HIER WOHNTE SARAH SELIKOWITZ GEB. KRAMER GEBOREN 1880 DEPORTIERT 1942 AUSCHWITZ GETÖTET 1.12.1942             | Herman Foss’ gate 10A     | Sarah Selikowitz geb. Kramer            |
|              | HIER WOHNTE JOSEPH SIEW GEBOREN 1876 DEPORTIERT 1942 AUSCHWITZ GETÖTET 1.12.1942                              | Waldemar Thranes gate 51  | Joseph Siew                             |
|              | HIER WOHNTE SARAH SIEW GEB. DWORSKY GEBOREN 1899 DEPORTIERT 1942 AUSCHWITZ GETÖTET 1.12.1942                  | Waldemar Thranes gate 51  | Sarah Rebecca Siew, geborene Dworsky    |
|              | HIER WOHNTE FINN SMITH GEBOREN 1911 DEPORTIERT 1942 AUSCHWITZ GETÖTET FEB. 1943                               | Waldemar Thranes gate 38  | Finn Smith                              |
|              | HIER WOHNTE HANS LAURITZ SMITH GEBOREN 1877 DEPORTIERT 1942 AUSCHWITZ GETÖTET 1.12.1942                       | Waldemar Thranes gate 38  | Hans Lauritz Smith                      |
|              | HIER WOHNTE ARNE WILLY STEINSAPIR GEBOREN 1937 DEPORTIERT 1942 AUSCHWITZ GETÖTET 1.12.1942                    | Bjerregaards gate 68      | Arne Willy Steinsapir                   |
|              | HIER WOHNTE FANNY STEINSAPIR GEB. SAMERSAV GEBOREN 1907 DEPORTIERT 1942 AUSCHWITZ GETÖTET 1.12.1942           | Bjerregaards gate 68      | Fanny Steinsapir, geborene Samersav     |
|              | HIER WOHNTE MORITZ STEINSAPIR GEBOREN 1906 DEPORTIERT 1942 AUSCHWITZ GETÖTET 18.1.1943                        | Bjerregaards gate 68      | Moritz Steinsapir                       |
|              | HIER WOHNTE FRIEDRICH WEINER GEBOREN 1873 DEPORTIERT 1942 AUSCHWITZ GETÖTET 1.12.1942                         | Holbergs gate 21          | Friedrich Weiner                        |
|              | HIER WOHNTE IDA WEINER GEB. SCHULHOF GEBOREN 1879 DEPORTIERT 1943 AUSCHWITZ GETÖTET 3.3.1943                  | Holbergs gate 21          | Ida Weiner, geborene Schulhof           |
|              | HIER WOHNTE BERTHA WEINSTOCK GEBOREN 1895 DEPORTIERT 1942 AUSCHWITZ GETÖTET 1.12.1942                         | Eugenies gate 3           | Bertha Weinstock                        |
|              | HIER WOHNTE FANNY WEINSTOCK GEBOREN 1893 DEPORTIERT 1942 AUSCHWITZ GETÖTET 1.12.1942                          | Eugenies gate 3           | Fanny Weinstock                         |
|              | HIER WOHNTE PAUL GOBERGRAB WOLF GEBOREN 1885 DEPORTIERT 1942 AUSCHWITZ GETÖTET 1.12.1942                      | Wessels gate 14           | Paul Gobergrab Wolf                     |
|              | HIER WOHNTE ELIAS WOLKOFF GEBOREN 1923 DEPORTIERT 1942 AUSCHWITZ GETÖTET 19.1.1943                            | Bjerregaards gate 66      | Elias Wolkoff                           |
|              | HIER WOHNTE DORIS WULFF GEBOREN 1938 DEPORTIERT 1942 AUSCHWITZ GETÖTET 1.12.1942                              | Uelands gate 14           | Doris Wulff                             |
|              | HIER WOHNTE HARRY WULFF GEBOREN 1908 DEPORTIERT 1942 AUSCHWITZ GETÖTET 22.3.1943                              | Uelands gate 14           | Harry Wulff                             |
|              | HIER WOHNTE OLGA WULFF GEB. GETTLER GEBOREN 1911 DEPORTIERT 1942 AUSCHWITZ GETÖTET 1.12.1942                  | Uelands gate 14           | Olga Wulff, geborene Gettler            |

## Verlegungen
Die letzten Verlegungen in diesem Stadtteil fanden am 1. und 3. September 2020 sowie 2. Juni 2021 statt. Noch nicht verifiziert wurden die Verlegungen in Geitmyrsveien 15A (David Isak Bermann) und 27B (Ernst Sigmund Bernstein).
- 23. August 2017: Geitmyrsveien 1, Holbergs gate 21, Rosteds gate 12